# Leurotrigona muelleri
Leurotrigona muelleri är en biart som först beskrevs av Heinrich Friese 1900.  Leurotrigona muelleri ingår i släktet Leurotrigona och familjen långtungebin. Inga underarter finns listade i Catalogue of Life.